# Marko Topić
Marko Topić (Oštra Luka, 1 de janeiro) de 1976) é um futebolista bósnio que atua como atacante. Atualmente, joga pelo Saturn, da Rússia.
Seus outros clubes foram: Zurique, Monza, Austria Wien, Cottbus, Wolfsburg e Krylia Sovetov.